# El laberinto de Alicia (telenovela chilena)
El laberinto de Alicia (lema: Puedes entrar, pero ¿podrás salir?) es una telenovela de drama policial y suspenso escrita por Nona Fernández. Se estrenó por TVN el 14 de marzo de 2011, y finalizó el 5 de octubre de 2011. Protagonizada por Sigrid Alegría en el personaje titular.
La trama de la telenovela toca temas como el abuso sexual a menores, las redes de pederastia, pedofilia y el ciberacoso. De género suspenso-policial, los guiones de El laberinto de Alicia fueron desarrollados por Nona Fernández, Josefina Fernández, Larissa Contreras y Arnaldo Madrid, mientras que la dirección estuvo a cargo de Rodrigo Velásquez y Claudio López de Lérida. Durante su periodo de emisión, El laberinto de Alicia fue lo más visto de su horario y en su primer episodio marcó una audiencia de 21 puntos de rating, mientras que en su final alcanzó 29 puntos. Su promedio general fue de 19,6 puntos de rating. Tras su término, fue reemplazada por Su nombre es Joaquín.

## Argumento
El Shelter School es un lugar plácido y familiar donde sus alumnos, apoderados y profesores conviven armoniosamente. Luego de la muerte de su fundador, el alemán Harold Harper (Eduardo Barril), su viuda Hellen (Gloria Münchmeyer) y un directorio formado por destacados exalumnos y apoderados han quedado a la cabeza de este exclusivo establecimiento de elite. 
Este mundo apacible se ve amenazado cuando en pleno acto de aniversario, una de sus alumnas sufre un extraño desvanecimiento. Alicia Molinari (Sigrid Alegría), la orientadora del colegio, reconoce en el desmayo de la pequeña Valentina Andrade (Isidora González) el indicio de una particular forma de abuso que le es muy familiar. Hace años, cuando desbarató la red de pederastas más grande del país, el cabecilla de esta organización era su maestro Vladimir Navarenko (Mauricio Pešutić). Y el móvil que utilizaba para abusar de los pequeños era dándoles una pequeña dosis de benzodiacepinas para adormecerlos.
Inseguridad y desconfianza son algunos de las reacciones que se suscitan como un efecto dominó que en su paso, además, comienza a develar una serie de rasgos oscuros y desconocidos de esta comunidad escolar que parecía tan perfecta.
Alicia comenzará una cacería secreta sin retorno, que tendrá graves consecuencias porque no solo mostrará las verdaderas caras de quienes frecuentan el Shelter School, sino que también evidenciará sin más sus misteriosas debilidades y traumas.

## Reparto
- Sigrid Alegría como Alicia Molinari[9]
- Mauricio Pešutić como Vladimir Navarenko[10]
- Francisco Reyes como Manuel Inostroza[11]
- Bastián Bodenhöfer como Baltazar Andrade[12]
- Amparo Noguera como Sofía Donoso[13]
- Marcelo Alonso como Esteban Donoso / Carlos "Carlitos"
- Gloria Münchmeyer como Hellen Harper[14]
- Álvaro Espinoza como Gregorio Harper[15]
- Mónica Godoy como Bettina Molinari[16]
- Andrés Velasco como Octavio San Martín
- Adela Secall como Paula Moncada
- Óscar Hernández como Julio Mardones
- Felipe Álvarez como Maximiliano Andrade
- Maite Orsini como Dolores Donoso
- Simón Pešutić como Santiago San Martín
- Catalina Montenegro como Dominga Inostroza
- Isidora Barrera como Valentina Andrade
- Josefina Vigneaux como Francesca San Martín
- Gaspar Vigneaux como Lorenzo San Martín
- Eduardo Barril como Harold Harper[17][18]

## Emisión internacional
- Uruguay: Canal 10.
- Ecuador: Telerama.
- Panamá: Telemix Internacional.

## Adaptaciones
- El laberinto de Alicia: Versión colombiana producida por RCN Televisión y protagonizada por Marcela Carvajal, Patrick Delmas y Juan Pablo Shuk. Fue transmitida desde el 20 de octubre de 2014 hasta el 9 de marzo de 2015.